# Piero Urati
Piero Urati (Motta di Monselice, 19 maggio 1922 – Venaria Reale, 5 giugno 2011) è stato un partigiano italiano.
Fu una figura alquanto controversa della resistenza canavesana, venne accusato di violenze e di non aver imposto ai suoi uomini un corretto comportamento verso le popolazioni.

## Biografia
Soldato di fanteria a guardia dei confini con la Francia, l'8 settembre del 1943 sfugge alla cattura dei tedeschi e organizza una piccola banda che inizia ad agire nel basso Canavese, diventando popolare per i fulminei blocchi sulle strade disarmando pattuglie fasciste isolate nonché attaccando i depositi di armi e le caserme. La sua banda, che è divisa in piccole squadre in continuo movimento, vede aumentare di molto il numero degli effettivi. Nel gruppo non vi sono precise idee politiche né rapporti di collaborazione con altre formazioni né contatti con il Comando per il Canavese. 
Nella primavera del 1944 Piero Piero si unisce alla formazione Matteotti gruppo Sale, guidata da Piero Falzetti; nell'estate assume il comando della Divisione Giorgio Davito insediata a Valprato Soana. Alla fine del luglio 1944 truppe tedesche e la Xª MAS di Junio Valerio Borghese sferrano una grande offensiva costringendo le forze partigiane a ritirarsi. Più di mille partigiani si ammassano nell'alta valle, attivando un presidio a Traversella in Valchiusella per garantire il vettovagliamento. I rapporti tra la popolazione e i partigiani di Piero diventano quasi subito tesi, in particolare per le requisizioni di beni alimentari, per gli sprechi, i furti e gli atteggiamenti violenti di alcuni.

## Il processo
In seguito alle accuse dei residenti, nell'estate del 1944 il Comando partigiano apre un'inchiesta, da cui appare che le accuse corrispondano alla verità; Piero Urati si difende in una lettera, accusando "elementi irregolari" che si sarebbero serviti del suo nome. Nel marzo 1945 viene istituito un processo presieduto dal comandante Pompeo Colajanni "Barbato", che si conclude con un'assoluzione, ritenendo la corte che Piero Urati fosse persona onesta e valorosa, ma troppo giovane (22 anni) per possedere esperienza sufficiente a guidare una brigata numerosa senza avere al suo fianco il freno dei superiori gerarchici e la collaborazione di un commissario politico.

## Dopo la Liberazione
Anni dopo Piero Urati riceve la laurea "honoris causa" in filosofia e avvia una cooperativa di trasporti con l'aiuto di alcuni industriali ai quali aveva salvato gli stabilimenti dalla distruzione dei tedeschi in ritirata; in seguito si afferma come imprenditore nel settore delle costruzioni. Nel 1992, a 70 anni, chiude le attività e si dedica alla raccolta delle sue memorie e a opere di beneficenza.
Nel 2005 il comune di Castellamonte gli concede la cittadinanza onoraria, ma la stessa già un paio di anni più tardi è oggetto di discussione tra i consiglieri comunali e parte della cittadinanza.
È morto il 5 giugno 2011, in una clinica di Venaria Reale.

## Onorificenze
Il 27 ottobre 1950 il presidente della Repubblica firmava il decreto di assegnazione a Piero Urati della medaglia d'oro al valor militare. Il ministero della difesa, tuttavia, a causa "vizi di legittimità" non meglio identificati, non provvedeva - né in quell'occasione né a seguito di successive richieste anche per vie legali - alla successiva pubblicazione sulla Gazzetta ufficiale, invalidando di fatto il riconoscimento. Nel 2001 il consigliere militare del presidente della Repubblica indicava la questione come "irrevocabilmente definita".